# Klevis Dalipi
Klevis Dalipi (Elbasan, 13 marzo 1976) è un allenatore di calcio ed ex calciatore albanese, di ruolo attaccante.

## Carriera

### Nazionale
Ha collezionato 2 presenze con la nazionale albanese nel 2002.